# Liberty Island
Liberty Island, abans coneguda amb el nom de Bedloe's Island, és una petita illa no habitada de la badia de New York, on hi ha estat erigida l'Estàtua de la Llibertat.
El nom de Liberty Island ha estat emprat des del començament del segle xx, però l'illa no va ser oficialment rebatejada fins al 1956. Abans de la construcció de l'Estàtua de la Llibertat, l'illa era defensada pel Fort Wood. Aquesta obra defensiva, construïda en granit, tenia la forma d'una estel d'onze branques, el que li valia el sobrenom d'Star Fort.
L'illa és la propietat del  govern federal i és administrada pel National Park Service. És accessible de manera única al públic per transbordador, al punt de sortida de Battery Park a Manhattan, i de Liberty State Park a Jersey City. Liberty Island se situa a 1,6 km de la seva veïna Ellis Island, a 600 m de Liberty State Park i a 2,6 km de Manhattan. La seva superfície és de 6 hectàrees (precisament 59558 m²).
D'ençà els atemptats de l'11 de setembre de 2001, l'illa és vigilada dia i nit per patrulles dels US Coast Guard.